# Élections législatives croates de 2007
Les élections législatives croates de 2007 (en croate : Hrvatski parlamentarni izbori 2007 se tiennent le dimanche 25 novembre 2007, afin d'élire les 153 députés de la 5e législature du Parlement pour un mandat de quatre ans.
Le scrutin est remporté par l'Union démocratique croate (HDZ) au pouvoir, et marqué par une forte hausse du Parti social-démocrate de Croatie (SDP). Six semaines plus tard, le Premier ministre sortant Ivo Sanader forme son second gouvernement, en coalition avec plusieurs partis mineurs.

## Contexte
Lors des élections législatives du 23 novembre 2003, l'Union démocratique croate (HDZ) d'Ivo Sanader confirme son statut de premier parti du pays, devant le Parti social-démocrate de Croatie (SDP) du Premier ministre Ivica Račan. La coalition parlementaire de ce dernier fait élire 64 députés, soit deux de moins que la HDZ seule.
Un mois plus tard, Sanader obtient la confiance du Parlement pour son gouvernement minoritaire formé avec le Centre démocratique (DC). Il bénéficie en effet du soutien sans participation du Parti paysan croate (HSS), précédemment allié de Račan, du Parti social-libéral croate (HSLS), du Parti croate des retraités (HSU) et du Parti démocratique indépendant serbe (SDSS).
À l'occasion de l'élection présidentielle de 2005, le président de la République Stjepan Mesić arrive en tête du premier tour avec 48,9 % des suffrages exprimés, loin devant la ministre de la Famille et bras droit de Sanader, Jadranka Kosor, qui recueille 20,3 % des voix. Au second tour, Mesić est réélu pour un second quinquennat en remportant 64,9 % des suffrages.

## Mode de scrutin

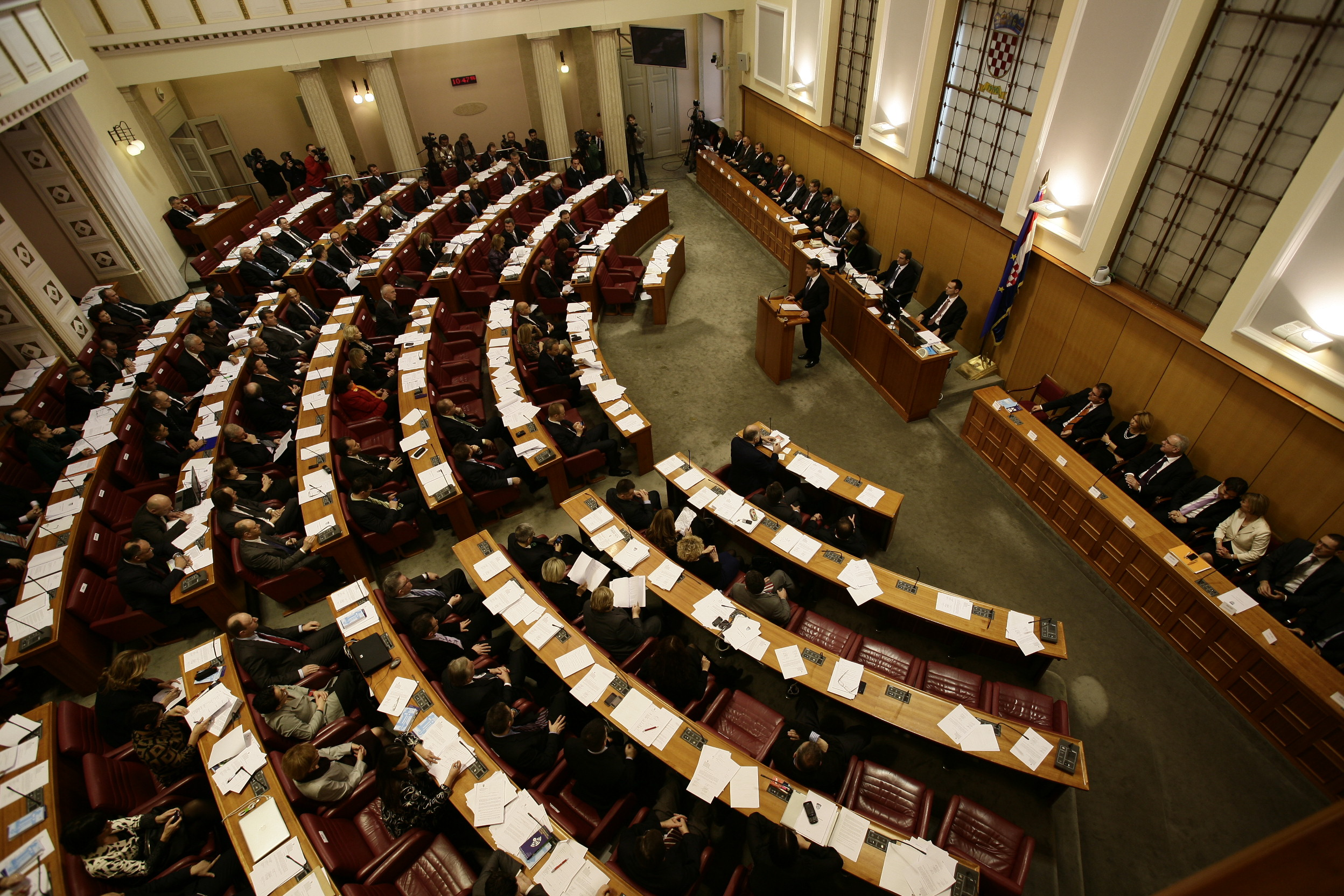
Salle des séances du Parlement.

Le Parlement (Sabor) est le parlement monocaméral de la république de Croatie. Il se compose de 148 à 160 députés, élus pour une législature de quatre ans : 
- 140 députés élus au scrutin proportionnel d'Hondt dans dix circonscriptions de 14 sièges, avec un seuil électoral de 5 % ;
- 8 députés élus pour représenter les minorités ethniques au scrutin majoritaire à un tour plurinominal ou uninominal :
  - 3 représentants des Serbes ;
  - 1 représentant des Italiens ;
  - 1 représentant des Hongrois ;
  - 1 représentant des Tchèques et Slovaques ;
  - 1 représentant des Albanais, Bosniaques, Macédoniens, Monténégrins et Slovènes ;
  - 1 représentant des Autrichiens, Bulgares, Allemands, Juifs, Polonais, Roms, Roumains, Ruthènes, Russes, Turcs, Ukrainiens et Valaques
- jusqu'à 12 députés élus au scrutin proportionnel d'Hondt représentant la diaspora croate, en fonction d'un quotient électoral flottant résultant de la division du nombre total de votants expatriés par le quotient électoral moyen croate (division du nombre total de votants en Croatie par 140).

## Campagne
Lors de la campagne, l'Union démocratique croate et le Parti social-démocrate de Croatie s'engagent à obtenir l'adhésion du pays à l'Union européenne (UE) et à l'Organisation du traité de l'Atlantique nord (OTAN) mais divergent sur leur approche de la politique économique. La première soutient une vision libérale alors que le second propose une plus grande implication de l'État.

### Principales forces politiques
| Parti/coalition | Parti/coalition                                                                                      | Chef de file                   | Idéologie                                                     | Résultat en 2003           |
| --------------- | --- | ------------------------------ | ------------------------------------------------------------- | -------------------------- |
|                 | Union démocratique croate Hrvatska demokratska zajednica (HDZ)                                       | Ivo Sanader (Premier ministre) | Centre droit Démocratie chrétienne, conservatisme, europhilie | 33,9 % des voix 66 députés |
|                 | Parti social-démocrate de Croatie Socijaldemokratska partija Hrvatske (SDP)                          | Zoran Milanović                | Centre gauche Social-démocratie, progressisme, europhilie     | En coalition 34 députés    |
|                 | Parti populaire croate - Démocrates libéraux Hrvatska narodna stranka - liberalni demokrati (HNS-LD) | Vesna Pusić                    | Centre Social-libéralisme                                     | En coalition 10 députés    |
|                 | Coalition verte-jaune (HSS, HSLS, PGS, ZDS, ZS) Zeleno-žuta koalicija (ZZK)                          | Josip Friščić                  | Centre droit Démocratie chrétienne, libéralisme, régionalisme | Séparés 13 députés         |
|                 | Parti croate du droit Hrvatska Stranka Prava (HSP)                                                   | Anto Đapić (hr)                | Extrême droite Nationalisme, conservatisme social             | 6,4 % des voix 8 députés   |

## Résultats
|                                        |                                                             |                                                             |                                                             |           |       |      |               |               |
| Parti/coalition                        | Parti/coalition                                             | Parti/coalition                                             | Parti/coalition                                             | Voix      | %     | +/-  | Sièges        | +/-           |
|                                        | Union démocratique croate (HDZ)                             | Union démocratique croate (HDZ)                             | Union démocratique croate (HDZ)                             | 907 743   | 36,62 | 2,71 | 66            | en stagnation |
|                                        | Parti social-démocrate de Croatie (SDP)                     | Parti social-démocrate de Croatie (SDP)                     | Parti social-démocrate de Croatie (SDP)                     | 776 690   | 31,33 | Abs  | 56            | 22            |
|                                        | Parti populaire croate - Démocrates libéraux (HNS-LD)       | Parti populaire croate - Démocrates libéraux (HNS-LD)       | Parti populaire croate - Démocrates libéraux (HNS-LD)       | 168 440   | 6,79  | Abs  | 7             | 3             |
|                                        |                                                             | Parti paysan croate (HSS)                                   | Parti paysan croate (HSS)                                   | 161 814   | 6,53  | Sép  | 6             | 4             |
|                                        | Parti social-libéral croate (HSLS)                          | Parti social-libéral croate (HSLS)                          | 2                                                           | 161 814   | 6,53  | Sép  | en stagnation |               |
|                                        | Alliance de Primorje-Gorski Kotar (PGS)                     | Alliance de Primorje-Gorski Kotar (PGS)                     | 0                                                           | 161 814   | 6,53  | Sép  | 1             |               |
|                                        | Parti démocrate de Zagorje (ZDS)                            | Parti démocrate de Zagorje (ZDS)                            | 0                                                           | 161 814   | 6,53  | Sép  | en stagnation |               |
|                                        | Parti de Zagorje (ZS)                                       | Parti de Zagorje (ZS)                                       | 0                                                           | 161 814   | 6,53  | Sép  | en stagnation |               |
| Coalition verte-jaune (ZZK)            | Coalition verte-jaune (ZZK)                                 | Coalition verte-jaune (ZZK)                                 | 8                                                           | 161 814   | 6,53  | Sép  | 5             |               |
|                                        |                                                             | Parti croate des retraités (HSU)                            | Parti croate des retraités (HSU)                            | 101 091   | 4,08  | Sép  | 1             | 2             |
|                                        | Parti démocratique des retraités (DSU)                      | Parti démocratique des retraités (DSU)                      | 0                                                           | 101 091   | 4,08  | Sép  | en stagnation |               |
| Total Parti croate des retraités (HSU) | Total Parti croate des retraités (HSU)                      | Total Parti croate des retraités (HSU)                      | 1                                                           | 101 091   | 4,08  | Sép  | 2             |               |
|                                        | Parti croate du droit (HSP)                                 | Parti croate du droit (HSP)                                 | Parti croate du droit (HSP)                                 | 86 865    | 3,50  | 2,88 | 1             | 7             |
|                                        | Alliance démocratique croate de Slavonie et Baranya (HDSSB) | Alliance démocratique croate de Slavonie et Baranya (HDSSB) | Alliance démocratique croate de Slavonie et Baranya (HDSSB) | 44 552    | 1,80  | Nv   | 3             | 3             |
|                                        | Diète démocrate istrienne (IDS)                             | Diète démocrate istrienne (IDS)                             | Diète démocrate istrienne (IDS)                             | 38 267    | 1,54  | Abs  | 3             | 1             |
|                                        |                                                             | Parti démocratique indépendant serbe (SDSS)                 | Parti démocratique indépendant serbe (SDSS)                 | 3         | 3     | 3    | 3             | en stagnation |
|                                        | Alliance des associations hongroises (SMU)                  | Alliance des associations hongroises (SMU)                  | 1                                                           | 1         | 1     | 1    | 1             |               |
|                                        | Réseau des associations roms en Croatie (MRUH)              | Réseau des associations roms en Croatie (MRUH)              | 1                                                           | 1         | 1     | 1    | 1             |               |
|                                        | Parti d'action démocratique de Croatie (SDAH)               | Parti d'action démocratique de Croatie (SDAH)               | 1                                                           | 1         | 1     | 1    | en stagnation |               |
|                                        | Indépendants                                                | Indépendants                                                | 2                                                           | 2         | 2     | 2    | 1             |               |
|                                        | Autres partis                                               | Autres partis                                               | 0                                                           | 0         | 0     | 0    | 3             |               |
| Minorités nationales                   | Minorités nationales                                        | Minorités nationales                                        | 8                                                           | 8         | 8     | 8    | en stagnation |               |
|                                        | Autres                                                      | Autres                                                      | Autres                                                      | 193 582   | 7,81  |      | 0             | 7             |
|                                        |                                                             |                                                             |                                                             |           |       |      |               |               |
| Suffrages exprimés                     | Suffrages exprimés                                          | Suffrages exprimés                                          | Suffrages exprimés                                          | 2 479 044 | 99,13 |      |               |               |
| Votes blancs et invalides              | Votes blancs et invalides                                   | Votes blancs et invalides                                   | Votes blancs et invalides                                   | 36 627    | 0,87  |      |               |               |
| Total                                  | Total                                                       | Total                                                       | Total                                                       | 2 515 671 | 100   | –    | 153           | 1             |
| Abstention                             | Abstention                                                  | Abstention                                                  | Abstention                                                  | 1 714 010 | 40,52 |      |               |               |
| Inscrits / participation               | Inscrits / participation                                    | Inscrits / participation                                    | Inscrits / participation                                    | 4 229 681 | 59,48 |      |               |               |

## Analyse
Au soir du scrutin, le SDP talonne la HDZ, tous deux étant suivis par plusieurs partis du centre qui se partagent une quinzaine de sièges. Aucune majorité claire ne s'étant dégagée, le président de la HDZ Ivo Sanader dit s'attendre « à être chargé de former le nouveau gouvernement » tandis que le dirigeant du SDP Zoran Milanović affirme être « convaincu d'être en mesure de rassembler une majorité ». Les résultats finaux accordent dix députés d'avance à l'Union démocratique, qui semble ainsi en meilleure position pour se maintenir au pouvoir.

## Conséquences
Le 15 décembre 2007, le président de la République Stjepan Mesić nomme Ivo Sanader Premier ministre et le charge de former le dixième gouvernement de Croatie. Il y parvient et obtient le 12 janvier 2008 la confiance du Parlement par 82 voix pour et 62 contre, après avoir constitué une coalition avec le Parti paysan croate (HSS), le Parti social-libéral croate (HSLS) et le Parti démocratique indépendant serbe (SDSS). Nommé vice-Premier ministre au titre du SDSS, Slobodan Uzelac devient le premier ministre serbe de Croatie depuis l'indépendance.